# 254-я пехотная дивизия (вермахт)
254-я пехотная дивизия — тактическое соединение сухопутных войск вооружённых сил нацистской Германии периода Второй мировой войны.

## История
Дивизия сформирована 26 августа 1939 года в Детмольде, в 6-м военном округе как дивизия 4-й волны. В течение 1939—1940 года обучается и укомплектовывается в Тюрингии.
В мае 1940 года, в ходе Французской кампании, вторгается в Нидерланды в районе Бреда. В операции дивизии были приданы разведывательный батальон «Дивизии СС особого назначения» и взвод бронемашин из состава полка СС «Дойчланд». С боями, участвуя в захвате мостов, дивизия прорывает голландскую оборону, после чего по побережью наступала в направлении Дюнкерка. После Французской кампании дивизия была укомплектована различным, в том числе и французским, трофейным транспортом. В июле-августе 1940 года дивизия дислоцируется в Лилле, с сентября 1940 года по апрель 1941 года — в Руане
17 ноября 1940 года в том числе на базе дивизии развёрнута 320-я пехотная дивизия
В апреле 1941 года переброшена в Восточную Пруссию. Перед началом Великой Отечественной войны дислоцировалась на побережье Балтийского моря юго-западнее Тильзита, находясь в резерве группы армий. Перешла границу СССР во втором эшелоне к 28 июня 1941 года, проследовала к Риге, после взятия города другими частями, дислоцировалась близ Риги, с середины июля 1941 года начала движение к Алуксне на северо-восток, но затем была развёрнута на север в Эстонию в район Вильянди, где вступила в первые в ходе кампании бои с арьергардами 11-й стрелковой дивизии. К 18 июля 1941 года сосредоточилась во втором эшелоне позади 61-й пехотной дивизии
С 22 июля 1941 года переходит в наступление с участка Пылтсамаа — Тюри, в первый же день продвинулась на 20 километров северо-восточнее Пылтсамаа, принимает участие в окружении войск 11-го стрелкового корпуса, с 24 июля 1941 года отражает удары во фланг и тыл 16-й стрелковой дивизии, 25 июля 1941 года части дивизии взяли Муствеэ, довершив окружение советских войск. 26 июля 1941 года на рубеже реки Омеду атакует пытающиеся прорваться из окружения части 11-го стрелкового корпуса. С 29 июля 1941 года вновь переходит в наступление, в течение двух дней ведёт тяжёлые бои, к началу августа 1941 года закрепилась в районе Ракке.
Продолжив наступление 3 августа — 4 августа 1941 года ведёт бои с 22-й стрелковой дивизией НКВД на перекрёстке дорог Амбла, Койга, 4 августа 1941 года взяла Тапа, 7 августа 1941 года дивизия взяла Раквере, прорвалась к берегу Финского залива в районе Кунда, и развернулась фронтом на запад, к Таллину. С 20 августа 1941 года приступила к штурму Таллина, 25 августа 1941 года достигла восточных пригородов столицы Эстонии, и участвовала в его взятии.
К началу сентябрьского наступления под Ленинградом, переброшена на подступы к Ропше, наступала во втором эшелоне вслед за 291-й пехотной дивизией. К 20 сентября 1941 года наступала на север к Стрельне, и развернувшись фронтом на запад, составила часть восточного обвода Ораниенбаумского котла. После боёв на обводах, передислоцирована восточнее Ленинграда на рубеж Волхова
С 24 октября 1941 года присоединилась к наступлению немецких войск, продвигается на Малуксу и Вороново, и продолжает наступление вплоть до конца ноября 1941 года, прикрывая левый фланг немецкой группировки, наступающей на Волхов и выйдя в конечном итоге на подступы к Войбокало. Вела бои, в частности, с 3-й гвардейской стрелковой дивизией. В ходе советского наступления дивизия с тяжёлыми боями и достаточным потерями отступала в общем направлении на Кириши и к концу года занимала Киришский плацдарм и позиции по Волхову на юг от Киришей. На конец года Вильгельм фон Лееб отозвался о дивизии как «В 254-й пехотной дивизии вообще отсутствует боевой дух».
В январе 1942 года дивизия заняла позиции на северном фасе вклинения 2-й ударной армии (Любанская наступательная операция), в районе Ручьи, Апраксин Бор, и ведёт бои на северном фасе, постепенно сжимая кольцо окружения, вплоть до ликвидации частей 2-й ударной армии в июне 1942 года. Так, 27 февраля 1942 года соединилась с группой фон Бассе севернее железной дороги Чудово-Веймарн, отрезав таким образом пробившиеся за дорогу части 327-й стрелковой дивизии и 80-й кавалерийской дивизии. Затем, до конца 1942 года занимает позиции у советского плацдарма у Мясного Бора.
8 января 1943 года снята с позиций и переброшена в район Демянского окружения, где
В период Операции «Искра» дивизия потеряла 902 человека, в том числе убитыми 9 офицеров и 200 унтер-офицеров.
К 12 января 1944 года переброшена в район Винницы заняла вместе со 101-й горнострелковой дивизией, остатками 223-й пехотной дивизии, полком и разведывательным батальоном 168-й пехотной дивизии оборону перед фронтом 38-й армии. Держит оборону и наносит контрудары в районе Винницы в ходе советского наступления января 1944 года.
В марте 1944 года началось новое советское наступление и дивизия с боями отступает от Винницы в направлении Каменец-Подольского, там во второй декаде марта 1944 года попадает в окружение, с потерями пробивается через кольцо, к началу апреля 1944 года занимает позиции севернее Хотина, имея справа 371-ю пехотную дивизию, слева 168-ю пехотную дивизию, перед фронтом войска 101-го стрелкового корпуса. В течение апреля 1944 года под ударами советских войск на запад-северо-запад, к 9 апреля 1944 года заняв позиции по Серету, имея справа 96-ю пехотную дивизию, слева 75-ю пехотную дивизию.
В апреле 1944 года отведена с позиций, получила пополнение в виде остатков разбитой 82-й пехотной дивизии и за счёт них, а также 474-го пехотного полка, в составе дивизии была сформирована 82-я дивизионная группа, просуществовавшая около двух месяцев. С мая 1944 года находится в районе Тарнополя. С июля 1944 года ведёт оборонительные бои в ходе советского наступления, отступает в Карпаты, в район истоков Днестра.
Осенью 1944 года отступает в район Кошице в ходе советского наступления в Восточных Карпатах, зимой 1945 в ходе советского наступления в Западных Карпатах отступает ещё западнее, через Попрад.
В январе 1945 года переброшена в район Бреслау, в марте отбивает советское наступление в в Верхней Силезии. В мае 1945 года отступает приблизительно из района Нейсе в ходе наступления на Прагу/
Капитулировала перед РККА 8 мая 1945 года близ города Дойчброд (ныне Гавличкув-Брод, Чехия)

## Боевой путь и подчинение
| Период                      | В составе армейской группы      | В составе армии    | В составе корпуса          | Район боевых действий (дислокации)      |
| --------------------------- | ------------------------------- | ------------------ | -------------------------- | --------------------------------------- |
| сентябрь 1939               | Группа C                        | 5-я армия          | в перевозке                | Айфель                                  |
| с октября 1939              | Группа B                        | 4-я армия          | 22-й армейский корпус      | Лангенлойба-Нидерхайн                   |
| декабрь 1939 — январь 1940  | Группа B                        | 6-я армия          | 22-й армейский корпус      | Лангенлойба-Нидерхайн                   |
| май 1940                    | Группа B                        | 18-я армия         | 26-й армейский корпус      | Лангенлойба-Нидерхайн                   |
| июнь 1940                   | -                               | 18-я армия         | -                          | Дюнкерк                                 |
| июль 1940                   | Группа А                        | 16-я армия         | 7-й армейский корпус       | Лилль                                   |
| август 1940                 | Группа А                        | 16-я армия         | 23-й армейский корпус      | Лилль                                   |
| сентябрь 1940 — апрель 1941 | Группа А                        | 9-я армия          | 38-й армейский корпус      | Руан                                    |
| май 1941                    | Группа С                        | 18-я армия         | 1-й армейский корпус       | Восточная Пруссия                       |
| июнь 1941                   | Группа армий «Север»            | 18-я армия         | 38-й армейский корпус      | Литва                                   |
| июль 1941                   | Группа армий «Север»            | 18-я армия         | -                          | Рига (в резерве)                        |
| август 1941                 | Группа армий «Север»            | 18-я армия         | 26-й армейский корпус      | Таллин                                  |
| сентябрь 1941               | Группа армий «Север»            | 18-я армия         | -                          | Ленинград (в резерве)                   |
| октябрь 1941                | Группа армий «Север»            | 16-я армия         | 39-й моторизованный корпус | Волхов                                  |
| ноябрь 1941                 | Группа армий «Север»            | 16-я армия         | 1-й армейский корпус       | Волхов                                  |
| декабрь 1941 — октябрь 1942 | Группа армий «Север»            | 18-я армия         | 1-й армейский корпус       | Волхов                                  |
| ноябрь 1942 — январь 1943   | Группа армий «Север»            | 18-я армия         | 28-й армейский корпус      | Волхов                                  |
| февраль 1943                | Группа армий «Север»            | 16-я армия         | 2-й армейский корпус       | Демянск                                 |
| март 1943                   | Группа армий «Север»            | 16-я армия         | 10-й армейский корпус      | Старая Русса                            |
| апрель 1943 — сентябрь 1943 | Группа армий «Север»            | 18-я армия         | 54-й армейский корпус      | Ленинград                               |
| октябрь 1943 — январь 1944  | Группа армий «Север»            | 18-я армия         | 26-й армейский корпус      | Ленинград                               |
| февраль 1944 — март 1944    | Группа армий «Юг»               | 1-я танковая армия | 46-й моторизованный корпус | Винница                                 |
| апрель 1944                 | -                               | -                  | -                          | данных нет, по-видимому переформируется |
| май 1944 — июнь 1944        | Группа армий «Северная Украина» | 1-я танковая армия | 59-й армейский корпус      | Тарнополь                               |
| июль 1944                   | Группа армий «Северная Украина» | 1-я танковая армия | 24-й армейский корпус      | Карпаты                                 |
| август 1944 — сентябрь 1944 | Группа армий «Северная Украина» | 1-я танковая армия | 11-й армейский корпус      | Карпаты                                 |
| октябрь 1944                | Группа А                        | 1-я танковая армия | 11-й армейский корпус      | Карпаты                                 |
| ноябрь 1944 — декабрь 1944  | Группа А                        | 1-я танковая армия | 24-й армейский корпус      | Кошице                                  |
| январь 1945                 | Группа А                        | 1-я танковая армия | 11-й армейский корпус      | Кошице                                  |
| февраль 1945                | Группа армий «Центр»            | 17-я армия         | 17-й армейский корпус      | Силезия                                 |
| март 1945                   | Группа армий «Центр»            | 17-я армия         | 8-й армейский корпус       | Силезия                                 |
| апрель 1945                 | Группа армий «Центр»            | 1-я танковая армия | 24-й армейский корпус      | Силезия                                 |
| май 1945                    | Группа армий «Центр»            | 1-я танковая армия | 72-й армейский корпус      | Гавличкув-Брод                          |

## Состав
|  | - 454-й пехотный полк (3 батальона) - 474-й пехотный полк (3 батальона) - 484-й пехотный полк (3 батальона) - 254-й разведывательный батальон - 254-й артиллерийский полк (4 дивизиона, 4-й дивизион моторизованный) - 254-й сапёрный батальон - 254-й противотанковый батальон - 254-й батальон связи - 254-я служба снабжения |  | - 454-й пехотный полк - 474-й пехотный полк - 484-й пехотный полк - 254-й разведывательный батальон - 254-й артиллерийский полк (3 дивизиона + 1-й дивизион 52-го артиллерийского полка) - 254-й сапёрный батальон - 254-й батальон связи - 254-я служба снабжения |  | - 454-й пехотный полк (2 батальона) - 474-й пехотный полк - 484-й пехотный полк (2 батальона) - 254-й моторизованный батальон - 254-й разведывательный батальон - 254-й батальон истребителей танков - 254-й артиллерийский полк (3 дивизиона + 1-й дивизион 52-го артиллерийского полка) - 254-й сапёрный батальон - 254-й резервный батальон - 254-й батальон связи - 254-я служба снабжения |

## Командование
- Генерал-лейтенант Фриц (Фридрих) Кох (26.08.1939 — 30.04.1940)
- Генерал-лейтенант Вальтер Бехшнитт (30.04.1940 — 22.03.1942)
- Генерал пехоты Фридрих Кёллинг (22.03.1942 — 05.09.1942)
- Генерал-майор Гельмут Рейманн (05.09.1942 — 19.11.1942)
- Генерал пехоты Фридрих Кёллинг (19.11.1942 — 16.08.1943)
- Генерал-лейтенант Альфред Тильманн (16.08.1943 — 20.03.1944)
- Генерал-майор Рихард Шмидт (31.12.1944 — 08.05.1944)

## КавалерыРыцарского крестаиз состава дивизии
| Награда                          | Имя и фамилия                              | Должность                                      | Звание            | Дата награждения |
| -------------------------------- | ------------------------------------------ | ---------------------------------------------- | ----------------- | ---------------- |
| Рыцарский крест Железного креста | Андерс, Карл нем. Anders, Carl             | командир 484-го гренадерского полка            | полковник         | 04.05.1944       |
| Рыцарский крест Железного креста | Корацино, Николаус нем. Coracino, Nikolaus | командир                                       | обер-лейтенант    | 02.09.1944       |
| Рыцарский крест Железного креста | Фельдман, Альфред нем. Feldmann, Alfred    | командир 1-го батальона 454-го пехотного полка | гауптман          | 20.08.1942       |
| Рыцарский крест Железного креста | Глезер, Эрих нем. Glaeser, Erich           | командир 2-го батальона 484-го пехотного полка | майор             | 20.08.1942       |
| Рыцарский крест Железного креста | Кёллинг, Фридрих нем. Köchling, Friedrich  | командир дивизии                               | генерал-лейтенант | 31.07.1942       |
| Рыцарский крест Железного креста | Отто, Эрнст нем. Otto, Ernst               | командир 1-го батальона 454-го пехотного полка | гауптман          | 10.02.1943       |
| Рыцарский крест Железного креста | Квасовски, Йоахим нем. Quassowski, Joachim | командир 2-го батальона 484-го пехотного полка | гауптман          | 18.10.1943       |
| Рыцарский крест Железного креста | Риссе, Вальтер нем. Risse, Walther         | командир 474-го пехотного полка                | полковник         | 22.09.1941       |